# ドラゴンナイト4
『ドラゴンナイト4』（Dragon Knight 4）は、1994年2月25日にエルフより発売されたアダルトゲーム。略称は『ドラナイ4』『DK4』など。

## 概要

### ストーリー
かつて魔界の侵攻を阻止して世界に平和を取り戻した勇者ヤマト・タケルは、更なる旅を経て夫婦となった女性ルナとの間に、息子カケルをもうけていた。父の血を濃く受け継いだカケルは15歳になったある日、親友のバーンから緊急の手紙が来た。ルシフォンという男がライムリン王国を乗っ取り、レイモンド王国へも侵略の手を伸ばしつつあるらしい。この手紙を読んだタケルは息子のカケルをバーンの所へ送り込んだ。しかしそれと同じ頃、人間界への再侵攻を開始した魔界は全てを石化する呪詛を込めた黒い霧を用いて、西から少しずつ世界を覆っていく。カケルは戦いの中で得た仲間達と共に、侵攻軍の首領ルシフォンが居るライムリン王国を目指すのだった。

### 解説
『ドラゴンナイト』シリーズの第4作。前作の十数年後の世界を舞台とし、主人公を前作主人公の息子とするなどして世界観を一新。また、ゲームシステムも2D・3DRPGからシミュレーションRPGへと大きく変化しており、これまでのシリーズと比べて非常に独立性の高い作品となっている。キャラクターデザインと原画には、同社『同級生』のヒットにより一躍人気を得た竹井正樹を起用している。
本作のシナリオは、テーマの1つとしてタイムパラドックスが挙げられている。そのため、1周目はカケル、2周目はエトを主人公としてほぼ同一のマップ・シナリオを2周するという、シミュレーションRPGとしては珍しい展開を辿る。
「ドラゴンナイト4」では味方キャラが約30人、敵キャラは166人、総勢200人以上のキャラクターが登場する。仲間になるキャラクターはSLGの戦闘ユニットとして剣士(剣)、剣士(斧)、騎士隊、魔道士、忍者、空挺隊(ドラゴンナイト)、工作隊、弓術隊、砲術隊のそれぞれに分かれた特性を持っており、どのキャラを味方にするかで物語や戦闘バランスが変わることになる。

### 移植展開・関連作品
PC-9800シリーズ版、X68000版
1994年2月25日発売。シナリオは蛭田昌人、キャラクターデザインと原画は竹井正樹が手がけている。
FM TOWNS版
1994年4月28日発売。移植・販売はエルフ。内容はPC98版やX68k版と同じだが、それらのユーザーから送られた意見が反映され、戦闘パートのゲームバランスが調整されている。
スーパーファミコン版
1996年12月27日発売。移植・販売はバンプレスト。菊池たけしによりシナリオがアレンジされ、アダルト要素を排除した構成となっている他、新キャラクターや新マップが追加されている。バンプレストのスーパーファミコン用ソフトの中で最後の店頭販売ソフトである。
PlayStation版
1997年2月7日発売。移植・販売はバンプレストが担当。内容はSFC版とほぼ同じだが、そこで追加された新キャラクターが1人いなくなった代わりに、別の新キャラクターが追加されている。各キャラクターには声優により声が付けられている（フルボイスではない）。
PC-FX版
1997年3月28日発売。移植・販売はNECアベニュー。アダルト要素を除いた以外はPC版を忠実に移植している。過激な描写は新たに描き起こされており、多くのオリジナルグラフィックが追加されている。PS版と同じく各キャラクターには声が付いている（フルボイスではない）が、一部のキャラクターは担当声優が異なっている。
Windows版
2007年6月29日発売。移植・販売はエルフ。シナリオや登場キャラクターはPC98版・X68k版・TOWNS版と同じだが、ゲームシステムに大きな変更が加えられており、町や戦闘シーンが3Dになっている。PS版やFX版と同じく、各キャラクターには声優による音声が付けられている（フルボイスではない）。
2017年6月16日からFANZA GAMES(旧:DMM GAMES.R18)でWindows 7/8.1/10対応のダウンロード版が独占販売されている。
エルフオールスターズ脱衣雀3
2006年3月31日発売。本作からナターシャ、マリアン、マルレーネ、セイル、ライナス、カロンが登場している。

## 登場人物
声優名はPS版/FX版（共に同じ場合は区別なし）。非登場や声無しは「××」と表記。FX版ナレーションは屋良有作が担当。18禁OVA版やWin版は声優名非公表のため、掲載しない。
部隊名はゲーム機種によって名称は微妙に異なるが、ここではPS版の表記に統一する。

### 主要キャラクター
戦闘の際に誰か1人でも死ぬと、即ゲームオーバーとなる。
カケル
声：緒方恵美
主人公。神の血を引く少年。前作までの主人公ヤマト・タケルと、メインヒロインだったルナとの間に生まれた息子。容姿も性格も父親似で、好奇心が強く能天気かつスケベ。父のように強い剣士になりたいと思っている。男女問わず「何となく傍に居たくなる」と言わせる、一風変わった魅力がある。疲れない体質で、戦闘後も休息せずに歩き回る。剣士隊。
1周目の終盤でエトとなり、2周目の最後には消滅する（詳細は後述）ため、本作以降の物語はプレイヤーキャラクターではないカケルが引き継ぐこととなる。
エト
声：置鮎龍太郎
レイモンド王国でカケルとセイルの危機に駆け付けた謎の剣士。カケルに名を訊かれた際、「えーと」と口ごもったことから「エト」と名乗り始めた。その実力は飛びぬけて高い。鎧とマントを纏った黒ずくめの格好をしており、いかなる時でも兜を脱がない。女性からの人気が高く、PC版ではカケルとセイルに「世界一のスケベ」と評されるほどの精力の持ち主でもある。カケルと同じく疲れない体質。剣士隊。
正体は、かつてルシフォンのもとまで進撃するも仲間たちを全滅させられたうえ、長年にわたって魔族のもとで強制的に眠らされた結果、肉体が大人に成長していたカケルが、マルレーネに救われて過去へ戻った姿（前述の装備も、マルレーネに救われた際に彼女が兵士たちから盗んで着けていたもの）である。過去の自分に正体を知られればマルレーネから与えられた黒い石の効力が切れて自分は消滅してしまうため、兜を着けるようになった。1周目の終盤ではマルレーネに去られたことでルシフォンに敗北し、仲間たちと同じく地底へ落とされて死亡するが、それを受けてカケルがエトとなった2周目の終盤ではマルレーネに去られなかったことでルシフォンの討伐に成功する。最後はカケルの前で兜を脱いで正体を明かし、彼らに後を託して消滅する。
なお、1周目でのセックスシーンにおけるヒロインたちの台詞やエトの死亡直前の台詞から、1周目に至るまでの彼は性欲に忠実すぎたためにマルレーネに去られる結果を招いてしまい、それがルシフォンへの敗北につながったことが示唆されている。それを受けた2周目でのエトのセックスシーンは、1周目でのそれより彼の性欲が抑えられた描写になっている。
マルレーネ
声：根谷美智子 / 冬馬由美
褐色の肌としなやかな肢体とストレートの長い銀髪を併せ持つ、エルフの美女。トリアノンの村で唯一生き残り、倒れていたところをカケルたちに救われて仲間となる。戦闘においては弓手を担い、並み居る敵を打ち倒していく。なお、出会って早々からカケルに想いを寄せるそぶりを見せたり、戦闘の無い時は白昼から彼を誘惑してセックスに興じたりする。弓矢隊。
正体は魔界の第2王女イノである。エルフを装ってカケルたちの仲間となった（そのため、メイフェアやクラリスはエルフとしてのマルレーネのことをまったく知らなかった）のも当初はルシフォンの愛を独占したいための潜入行為に過ぎなかったが、1周目の終盤でカケルたちのもとを離脱した後、彼らの全滅やルシフォンの本性を知り、自分の行動を深く後悔することとなる。やがて、囚われの身となって変わり果てたカケルのもとへ現れ、彼を解放して黒い石を与えて過去へ向かわせる。2周目では終盤に正体を打ち明けてきたエトを愛してしまっていたことに気づいて結ばれるも離脱するが、最終決戦には駆けつけてルシフォンの魔力を抑え、勝利に貢献する。最後はカケルがエトと同じく大人になった際に彼への想いを抑えきれなくなることへの懸念からも、エトの用いていた大剣を手に1人、あてもなく旅立つこととなる。
ナターシャ
声：鈴木砂織（杉本沙織）
カケルの幼馴染で、同い年の美少女。小さい頃からカケルの悪戯に悩まされてきたため、カケルの前ではいつも喧嘩腰になってしまうが、本当は心優しく、カケルのことが気になってしまうお年頃。魔導師の修行（は建前で、本当はカケルの後を追随）という理由で旅に出るが、行き倒れていたところをカロンに救われたことで晴れてカケルたちと合流し、仲間となる。魔法隊。
セイル
声：中島千里
DK一族であり、かつてタケルと共に戦ったこともあるバーンの息子。カケルとは同い年。読書好きの引っ込み思案かつ泣き虫な性格で、本人曰く「知らない人が大嫌い」であるが、息子を冒険の旅へ送り出したタケルへの対抗心を持った父に、街を追い出される形で旅立つことになる。
当初は戦斧隊。ドラゴンの砦でDKとして正式に認められてからはホワイトドラゴンに乗り、DK隊として闘うが、慣れないうちは酔ってしまう。
サラ
声：山崎和佳奈 / ××
PS版で追加された主要キャラクター。7つの宝玉（オーブ）を使う女魔導師。バーンの教会でセイルの教育係をしていた。セイルにスパルタ教育を施すため、セイルはサラのことを酷く恐れている。魔族の父と人間の母の間に生まれた異種族間混血児であることが、コンプレックスとなっている。魔法隊。

### 参戦キャラクター（女性）
カケル達の仲間に加えた後、参戦させることが可能になる女性キャラクター。PC版ではカケルやエトとのセックスシーン、もしくはそれに準ずるシーンが存在する。
なお、PC版では基本的に女性より男性の方が能力が高めに設定されているため、女性と男性の選択になった場合は男性を多く仲間にした方が、攻略は楽になる。
ネレイド
声：柳瀬なつみ / 笠原留美
ユリシーズの街でルシフォンの軍勢に捕われていたが、カケル達に救出されて正義感の強さからそのまま参戦する、魔導師の少女。エトに一目惚れして何とか気を惹こうとするが、報われずに悩む。魔法隊。セックスシーンが無いヒロイン。
なお、ネレイドを仲間に加えた場合はカルタスを仲間に加えることはできない。
ネプチューン
声：住友優子
ラビニアの街でカケル達が出会う、金髪の女性。かつてはシーボーズの港町で漁師を営んでいたが、家族をルシフォン軍に殺され、その復讐のためにラビニアの街で剣術に励んでいた。男性口調で強がるが、内面は淑やかで弱い性格。剣士隊。
なお、ネプチューンを仲間に加えた場合はゴロンゴンを仲間に加えることはできない。
メイフェア
声：井上美紀 / 柳沢三千代
トリアノンの村とシーボーズの港町の間にある砦でルシフォンの軍勢に捕われ、一晩中凌辱されていたエルフの美女。クラリスとは双子の姉妹であり、姉に当たる。淑やかかつおっとりとした面持ちで何事も忘れっぽい性格をしているが、エトとのセックスの際には、それらからは想像も付かないような大胆さも見せる。耳が弱点。弓矢隊。
なお、メイフェアを仲間に加えた場合はクラリスを仲間に加えることはできない。
クラリス
声：井上美紀 / 柳沢三千代
メイフェアと同じく、トリアノンの村とシーボーズの港町の間にある砦でルシフォンの軍勢に捕われ、凌辱されていたエルフの美女。メイフェアとは双子の姉妹であり、妹に当たる。姉とは逆に活発で男っぽいが、旅の道中も家庭的な夢を持ち続けるなど、内面は姉同様に女性らしい性格。エルフの生き残りと称するマルレーネのことを、良く思ってはいない。弓矢隊。エトとのセックスの際には快感に耐え切れず泣きながらメイフェアに助けを求めてしまう。
なお、クラリスを仲間に加えた場合はメイフェアを仲間に加えることはできない。
パンドラ
声：伊倉一恵 / 原えりこ
シーボーズの港町でカケル達が出会う美女。赤紫色のウェーブが掛かった長髪と魅惑的な肢体で、酒場の踊り子として舞台に立ちながら、ルシフォン軍に殺された家族の敵討ちを行うべく仲間を探していた。カケル達の仲間となった後は、カケルやエトの相談相手となったり、それぞれとのセックスに興じたりしながら、一行を支えていく姉御役を務める。何かに付けて鞭を振るいたがる女王様気質も持っており、怒らせると怖い。剣士隊。
ビアンカ
声：石井直子 / 井上美紀
ロンボニ王国の出口でカケル達が出会う、赤毛の女性。ブレストプレートとショルダーアーマーなどで身を固めて旅の剣士を装ってはいるが、実はロンボニ王国の王女。黒い霧の影響で石化してしまった国王を救うべく、カケル達の仲間となる。世間知らずかつ思い込みの激しい性格をしており、エトに惚れ込んで夫になってもらおうと強引に迫ったりする。ユニット性能は高く、カロンと共に騎馬隊の要として役に立つ。男装して男のフリをしているが、バスト90の隠れ巨乳。
セイラ
声：渡辺久美子 / 中村尚子
ミシエルの街でカケル達が出会う美女。女豹の如きしなやかな肢体と藍色の長い髪を併せ持ち、何かに付けてその脚線美を自慢したがるが、それは以前肥満体型だったことを気にしての言動である。足が速く、戦場を縦横無尽に駆け回る。一応、ロイドンと交際してはいるが、彼とのスレ違いと物足りなさを感じており、やがてエトを誘惑してそれを解消しようと目論むも返り討ちに遭い、一方的にエトに犯される。忍者隊。
なお、セイラを仲間に加えた場合はネクラマンサーを仲間に加えることはできない。
ロザリンド
声：金丸日向子(芳野日向子)
ミシエルの街でカケル達が出会う少女。かなりの小柄で、幼女と言っても良いほどの幼児体型に、超が付くほどの強引な性格を併せ持つ。長老の孫娘であり、ルシフォン軍の操るドラゴンが落とした石で殺された祖父の仇を討つべく、形見の車輪付き大砲を携えてカケル達の仲間に。精神年齢はそれほど低くはなく、セックスへの興味もそこそこ持っており、セイルに惚れ込んで、あの手この手で迫る。大砲隊。
ジーナ
声：井上美紀 / 鉄炮塚葉子
ホビットの村でカケル達が出会う、ホビットの少女。ホビットゆえ体つきこそ小さく幼女のようにしか見えないが、精神的にはカケルと同年代。村を離れていた間に両親をルシフォン軍に拉致されてしまい、その救出を願っている。爆弾を扱う腕は同じくホビットであるラビットにやや劣るが、健気な性格で未熟分を補いながら戦いを陰から支える。トルルに憧れる一方で、カケルに強く惹かれていく。工作隊。
なお、ジーナを仲間に加えた場合はピエールを仲間に加えることはできない。
レア
声：冬馬由美 / 小山裕香
ロンボニ王国一の弓使いの美女。その腕を見込んだルシフォン軍にさらわれた上、同じく最愛の妹のヘレネを人質に取られてしまう。囚われてるヘレネの居場所を聞き出すためルシフォン軍に自分の身体を差し出して数多の男に凌辱の限りを尽くされた上、ロンボニ国内で盾役としてカケル達と無理やり戦わされる。しかし、カケル達が彼女を倒さずにヘレネを救出した場合、タスタの港町で彼らの仲間となる。
青い髪と瑞々しい肢体とボーイッシュな雰囲気を併せ持ち、今回の件まで女性として抱かれた事や恋愛経験がなかったため、女扱いされることに慣れておらずコンプレックスを持っている。一方で敵から解放された反動で性欲を持て余しており、カケルやエトとのセックスの際には極端な大胆さを見せる。
PC版では弓矢隊を担うサブキャラクターに過ぎないが、SFC版やPS版ではシナリオが主要キャラクター並みに増量され、ストーリーに深く関わるキャラクターとなっている。
ターニャン
声：大谷育江 / 中村尚子
タスタの港町でカケルから財布を抜き取ろうとして失敗したことから出会う、孤独な猫型獣人の少女。カケルのお守りを盗んだ為カケルを本気で怒らせた。囚われた際に身体検査で全裸に剥かれ身体中の隅々まで調べ尽くされる。最後まで抵抗してお守りを返さなかったためにカケルに犯される。猫の耳と尻尾、褐色の肌に銀色の毛並み、そして首には大きな鈴付きの首輪を着けており、語尾には「にゃん」を付けて話す。カケル達の仲間となった後は、猫らしい敏捷さでルシフォン軍を翻弄する。忍者隊。
なお、ターニャンを仲間に加えた場合はバルカンを仲間に加えることはできない。
ウェンディ
声：×× / ××
ロンボニ王国でカケル達と出会う、魔導師の少女。風系の魔法に長けており、マルレーネを「おねえさま」と呼んで慕う。セイルには軟弱さに苛立つ一方で、惹かれていく。SFC版のみの追加キャラクターだが、PS版にもある場所でのみ、カケルとの会話に登場する。魔法隊。

### 参戦キャラクター（男性）
カケル達の仲間に加えた後、参戦させることが可能になる男性キャラクター。
ロイドン
声：風間信彦 / 太田真一郎
ユリシーズの街でカケル達が出会う青年。冒険小説家になるのが夢。まずはカケル達とルシフォンの闘いを小説化しようと考え、カケル達に同行する。乗っていた船が転覆し、それまでの記録が全て水の泡になっても、ノートを自作して執筆を続行するほどの執念を持つ。ライムリン大陸に渡ってから一念発起し、ペンを片手に闘おうとする。セイラと交際しているが、彼女がエトに抱かれた事は知らない。
主要キャラクターには含まれないが、ディノの港町で一応は剣士隊の一員として参戦する。また、PC版やコンシューマー版では、プレイには欠かせないセーブ役である。戦死してもゲームオーバーにはならないが、以後はセーブできなくなる上、ユニット性能も高くはないため、戦闘には参加させない方が無難。
カロン
声：増谷康紀 / 銀河万丈
ユリシーズの街への道中で行き倒れていたナターシャを救い、共にカケル達の仲間となる騎士。ダンディズム溢れる切れ長の目、背中まで届く長髪、口元の豊かな髭と、かっこよく見えるのはユリシーズの街での登場時のみ。実は、次の瞬間にはカケルを見て涎を垂らすほどの男色家であることが明らかとなる。しかし、ユニット性能の面だけで考えると非常に優秀。特に、SFC版やPS版では敵を「愛の力」で味方に引き込むなど、主要キャラクターではないにもかかわらず、主要キャラクター並みに使える能力の持ち主でもある。ルシフォンを倒した後は、カケルと2人きりで暮らすのが夢。騎馬隊。
カルタス
声：麻生智久 / 小野坂昌也
ユリシーズの街でカケル達が出会う、美形の青年剣士。ルシフォン軍に殺された恋人の復讐のために立ち上がるが、カケル達が仲間に加えた場合、マルレーネに一目惚れしてしまう。剣士隊。
なお、カルタスを仲間に加えた場合はネレイドを仲間に加えることはできない。
ゴロンゴン
声：堀之紀 / 永井一郎
ラビニアの街でカケル達が出会う、初老の髭面男性。とにかくバナナが大好きで、ルシフォンを倒した後はバナナ専門店を開くのが夢であるほど。騎馬隊。
なお、ゴロンゴンを仲間に加えた場合はネプチューンを仲間に加えることはできない。
サントス
声：佐藤正治 / 太田真一郎
ロンボニ王国でカケル達が出会う、赤毛の忍者。国王直属の1人であり、その腕は一目置かれているが、任務外では普通に気の良い青年。黒い霧で石化してしまった国王を救うべく、カケル達の仲間となる。忍者隊。
なお、サントスを仲間に加えた場合はガリバンを仲間に加えることはできない。
ガリバン
声：江川央生 / 塩屋浩三
ロンボニ王国でカケル達が出会う、赤毛の砲術士。元はミシエルの街の出身だったが、ロンボニ王国を訪れていたために難を逃れた。容姿こそ厳めしいが、内面は優しい。大砲隊。
なお、ガリバンを仲間に加えた場合はサントスを仲間に加えることはできない。
ネクラマンサー
声：塩沢兼人
ミシエルの街でカケル達が出会う、色白で根暗な性格の魔導師。移動力こそ並みだが魔法の腕は相当なもので、対地と対空共に攻撃が可能なため、ユニット性能は非常に優秀である。魔法隊。
なお、ネクラマンサーを仲間に加えた場合はセイラを仲間に加えることはできない。
ピエール
声：土門仁 / 小野坂昌也
ブレイズの港町でカケル達が出会う、ホビットの青年。ルシフォンを倒して名を上げるのが夢。工作隊。
なお、ピエールを仲間に加えた場合はジーナを仲間に加えることはできない。
ラビット
声：伊倉一恵 / 冬馬由美
ブレイズの港町でカケル達が出会う、ホビットの青年。開いているか判らないほど目が細い。語尾に「にょ」と付ける喋り方でイビキも変わっており、物事の考え方まで変わっている。実際に、食糧確保のためとはいえ足の裏の皮やヘソのゴマで魚を釣ろうとする変人ぶりを見せる。しかし、爆弾を扱う腕は確かであり、カケル達を陰から支える。工作隊。
なお、ラビットを仲間に加えた場合はパウエルを仲間に加えることはできない。
パウエル
声：土門仁 / 塩屋浩三
ブレイズの港町でカケル達が出会う、ホビットの青年。やや落ち着きに欠けているが、真面目な性格で、エトに心酔している。工作隊。
なお、パウエルを仲間に加えた場合はラビットを仲間に加えることはできない。
バルカン
声：増谷康紀 / 永井一郎
タスタの港町でカケル達が出会う、初老の砲術士。頭頂が禿げ上がっている上に外見を重んじるナルシストのため、少々キザっぽい言動をしているが、悪い人間ではない。元はポーの港街で、守備隊の隊長に就いていた。マルレーネに一目惚れしてしまい、プロポーズしようと行動を起こすが、相手が相手だけに全く報われない。大砲隊。
なお、バルカンを仲間に加えた場合はターニャンを仲間に加えることはできない。
トルル
声：大谷育江 / 小山裕香
ドラゴンの砦でカケル達が出会う、赤毛の少年。人間であるが、幼少時にラスカルの悪戯により、ミシエルの街からさらわれてきた。それ以来、長老に育てられたこともあって自分のことをドラゴンと思い込み、人間嫌いとなっている。DK隊。
ラスカス
声：×× / 土門仁
ドラゴンの砦でカケル達が出会う、ホワイトドラゴンの1人。かつて1人でミシエルの街を訪れた際、乳児だったトルルを悪戯心から砦に連れ帰っていた。長老ヤコブに命じられ、セイルを背に乗せてカケル達の戦いに参戦する。
サイレス
声：×× / 坂本正悟
ドラゴンの砦でカケル達が出会う、ホワイトドラゴンの1人。長老ヤコブに命じられ、トルルを乗せてカケル達の戦いに参戦する。

### その他のキャラクター（非参戦）
カケル達の味方ではあるが、参戦はしないキャラクター。
ヤマト・タケル
声：×× / 神谷明
カケルの父。前作までの主人公であり、神々の王ゼウスの息子。父母の居る天界へ昇ることを拒み、人間として地上に留まることを選んだ彼は、ルナと共に新たな旅へ出た後、ある村に腰を落ち着けて彼女と結婚。やがてカケルを授かり、3人で幸せな家庭を築いていた。やがてバーンから届いた手紙を読み、成長したカケルには丁度良い機会と考え、自分の代わりにバーンの元へと送り出す。
ルナ
声：×× / 日髙のり子
カケルの母。タケルに想いを打ち明けて共に旅立った後、ある村に腰を落ち着けて彼と結婚。まもなくカケルを授かり、彼と共に大事に育てていた。プロローグでは、母のルーサ同様に美しく成長した姿で乳児のカケルに優しく授乳するシーンが見られる。
バーン
声：銀河万丈
『ドラゴンナイトII』と『ドラゴンナイトIII』でタケルと共に戦った、DK一族の男性。世界に平和が戻った後、ソニアの街に腰を落ち着けて神父となり、結婚して息子のセイルを授かっていた。豪気な所は相変わらずだが、自分と違って気弱なセイルのことが悩みの種。DKを名乗って暗躍を始めた謎の男を倒すべくタケルに協力を仰ぐが、代わりに遣わされてきたカケルを見て、タケルへの対抗心からセイルを彼に同行させる。
マリアン
声：住友優子 / 鉄炮塚葉子
ソニアの街で孤児達の面倒を見ている、黒髪の少女。世界を救った英雄のタケルに心酔しており、慈愛に満ちた性格をしているが、物事の考え方が変わっており、子供達へ愛を注ぐためなら自らの肢体を露にすることも躊躇わない。PC版ではソニアの街でのみ登場するが、SFC版やPS版ではその後もカケル達に同行しており、会話に登場する。
ライナス
声：渡辺久美子 / 松井摩味
マリアンの家で面倒を見てもらっている孤児の1人。粗暴な性格でマリアンを過剰に慕っており、彼女を独占すべく他の孤児達を全て追い出してしまった。そこへ訪れたカケルにマリアンが愛を注ごうとしたため、彼を目の敵として嫌がらせを行うべく、どこまでも同行する。カケルを遥かに上回るスケベ心を持ち、手癖も悪い。
トルヘス
声：郷里大輔
レイモンド王国からカケル達に同行し、部隊強化を手伝ってくれる髭面の男性。筋骨隆々の肉体と気さくで良い性格を併せ持つが、ツルツルに禿げ上がった頭が悩みの種。
ヘレネ
声：沢海陽子 / 山崎和佳奈
ホビットの村とブレイズの港町の間にある砦に監禁され様々な辱めを受けていた、青い髪の少女。実はロンボニ王国の出身で、レアの妹。ルシフォン軍にさらわれた姉を取り戻そうと動いた結果、逆に人質となってしまった。カケル達の活躍により救出された場合、レアが彼らの仲間となる。その後は姉を案じつつ、ザム船長に同行。
監禁され様々な辱めを受けた影響に加え、無理やりカケルに襲われた反動で、若干ながら男性不信になってしまう。
PC版では上記のようにレアを仲間に加えるための役割でしかないが、SFC版やPS版ではレア同様にシナリオが主要キャラクター並みに増量された上、姉と共にカケル達の仲間となり、僧侶隊の一員として参戦。ストーリーに深く関わるキャラクターとなっている。
ロンボニ国王
声：佐藤正治 / 永井一郎
本名は不明。ロンボニ王国の国王で、ビアンカの父。国を訪れたカケル達に世界の行く末を託して王城に残り、黒い霧によって石化してしまう。
ザム船長
声：堀之紀 / 家弓家正
シーボーズの港町でカケル達が出会う男性。左眼に黒い眼帯を着けており海賊に見えるが、義理人情には厚い。次の港への船を出すばかりか、後にカケル達が無人島へ遭難してしまった時には危険を顧みず、救助に駆け付ける。
長老ヤコブ
声：×× / 郷里大輔
ドラゴンの砦でカケル達が出会う、ホワイトドラゴンの長老。砦の長として、トルルを孫同然に可愛がっている。

### ルシフォン軍
戦闘マップのみに登場する小ボスキャラクターを含めると総勢100人以上にも及ぶため、武将クラスのみ記述する。
ルシフォン
声：塩沢兼人
本作のラスボス。魔界の四天王の1人。未来の魔界から、時空を超えるアイテム「黒い石」を使ってやってきた。マノとの仲をミナクスに認めてもらうと共に、彼女に掛けられた呪いを解いてもらうため、神の血を引く人間を人間界から一掃しようと企む。長い金髪を垂らした美形ではあるが、性格は極めて冷酷。実力に見合った自信家でもあり、自分の魔力にも絶大な自信を持っている。剣士隊。
リディア
声：沢海陽子 / ××
SFC版で追加された、ルシフォン配下の三魔将の1人。感情の起伏が非常に乏しい美女。ルシフォンに絶対服従しているが、その理由はシナリオ中盤で明らかになる。PS版にも登場。SFC版では魔法隊、PS版ではゴーレム隊を率いる。
ハーディス
声：島田敏 / ××
SFC版で追加された、ルシフォン配下の三魔将の1人。一見ふざけた容姿だが、本人は至って真剣。マノを慕っている。ルシフォンには心からの忠誠を誓っているわけではなく、マノのためならどんな卑怯な手も厭わない心を持っている。PS版にも登場するが、実はとんでもない秘密を持っている。DK隊。
ベイリット
声：冬馬由美 / ××
SFC版で追加された、ルシフォン配下の三魔将の1人。闘いに明け暮れてきた女性で、自分よりも遥かに強いルシフォンを慕っている。PS版にも登場し、孤島からカケル達の仲間として潜入した後、カケルの命を狙い続けるが、次第に自分とは正反対の資質を持つロイドンに惹かれていく。SFC版では忍者隊 、PS版では格闘隊を率いる。

### 魔界の住人達
ミナクス
声：×× / 家弓家正
未来の魔界の王。魔界の誰よりも絶大な魔力を持つ実力者。次女のイノの密告により、部下のルシフォンが長女のマノと密通していることを知って激怒。ルシフォンを次元の狭間に封印する。
マノ
声：山崎和佳奈 / 井上美紀
魔界の第1王女。ウェーブの掛かった長い金髪と、透き通るような白い肌を併せ持つ。ルシフォンとは相思相愛で、日々肌を重ねるほど深い仲。密通を理由として次元の狭間に封印されてしまったルシフォンを救うべく、自らの胎内の黒い石を使ってもらおうとミナクスに進言する。
イノ
声：根谷美智子 / 冬馬由美
魔界の第2王女。ストレートの長い銀髪と、褐色の肌を併せ持つ。ルシフォンに密かな想いを寄せているが、自分には触れることも無ければ目もくれない彼に苛立ちも感じていた。ある時、ルシフォンとマノがベッドで愛し合う姿に激しく嫉妬し、ミナクスに密告する。

## ドラ4を10倍楽しめるディスク
ソフトのパッケージに同封されているシールに必要事項を記入し、現金書留にて2000円（エルフファンクラブ会員は半額）を送金すれば入手できた「SPECIAL DISK」（スペシャルディスク）の本作バージョン。2枚組で、本作のストーリーに関する比較的簡単なクイズに正解すると美麗な描き下ろしCGを見る事ができる「アップダウンクイズ」、攻略の手助けになる「ヒントお姉さん」、没絵コーナーや制作秘話を読めるコーナーなど、盛り沢山な内容になっていた。

## ドラゴンナイトIV
本作発売以前にコンプティーク誌上でエルフ全面監修の下、連載していた読者参加型企画小説。内容は、『ドラゴンナイトIII』の物語が終了した後、読者がヤマト・タケルとなって新たな冒険に旅立つというものだった。
毎回エルフから美麗なCGが提供されていたが、本作との関連性はDKシリーズという以外は無い。

## 関連アイテム

### サウンドトラック
- 『DRAGON KNIGHT 4 complete music file』
  - 発売 - NECアベニュー
  - 収録 - FM音源31曲 + MIDI音源4曲

### 18禁OVA版
『Dragon Knight 4』のタイトルで、ピンクパイナップルより発売された。1話当たり30分、全4話構成でDVD全2巻。PC版を原作にしているため、コンシューマー移植の際に追加されたキャラクターは登場しない。
VHSの初版は1998年から1999年にかけて発売。
1. D-1
  - MAP1 - 「RETURN」
  - MAP2 - 「PRINCESS」
  - 発売日 - 2000年2月4日
2. D-2
  - MAP3 - 「DESTINY」
  - MAP4 - 「ETERNAL」
  - 発売日 - 2000年3月10日

#### スタッフ
- 原作 - 蛭田昌人、エルフ『ドラゴンナイト4』
- 監督 - 又野弘道
- 助監督 - 夢亜樹
- 脚本 - たかのあきら（DANGUN PICTURES）
- キャラクターデザイン - 島崎克実、桑原周枝（MAP3、4）
- 作画監督 - 島崎克実、桑原周枝（MAP3、4）
- 美術監督 - 行信三
- 色彩設定 - 鈴木るみ子
- 特殊効果 - 中島正之
- 撮影監督 - 斉藤秋男
- 編集 - 伊藤勇喜子（虫プロダクション）
- 音響監督 - 高橋秀雄（神南スタジオ）
- 音響効果 - 倉橋静男（サウンドボックス）
- 音響プロデューサー - 飯塚康一
- 音響制作 - ケイエスエス
- 音楽 - 山本はるきち
- 音楽プロデューサー - 横山光則
- プロデューサー - 望月雄太郎、雨城光一（DANGUN PICTURES）
- 制作プロデューサー - 鈴木徹
- アニメーション制作 - DANGUN PICTURES
- 製作 - ピンクパイナップル

#### 主題歌
「ETERNAL」
作詞 - 松本花奈 / 作曲・編曲 - タダミツヒロ / 歌 - 浅田葉子

### 小説版

#### ワニブックス版
全3巻。著 - 馬里邑れい、表紙 - 竹井正樹、挿絵 - 珠梨やすゆき、発行 - ワニブックス、レーベル - CaRROT NOVELS。かなり過激な性描写を含む。18禁OVA版と同じくPC版を原作にしているため、コンシューマー移植の際に追加されたキャラクターは登場しない。
1. ドラゴンナイト
  - 初版 - 1994年9月25日、ISBN 4-8470-3114-8
2. ドラゴンナイト カケルの大冒険
  - 初版 - 1995年6月10日、ISBN 4-8470-3134-2
3. ドラゴンナイト 最後の戦い
  - 初版 - 1995年7月25日、ISBN 4-8470-3151-2

#### キルタイムコミュニケーション版
全2巻。著 - 神楽陽子、表紙・挿絵 - 竹井正樹、発行 - キルタイムコミュニケーション、レーベル - 二次元ゲームノベルズ。アダルトゲーム原作作品を専門に扱うレーベルに合わせ、物語の本筋よりも過激な性描写に重点が置かれている。こちらもPC版を原作にしているため、コンシューマー移植の際に追加されたキャラクターは登場しない。
1. ドラゴンナイト4 小さな勇者と仲間たち
  - 初版 - 2007年12月10日、ISBN 978-4-86032-493-3
2. ドラゴンナイト4 時の輪廻の果てに
  - 初版 - 2008年4月7日、ISBN 978-4-86032-555-8

### 漫画版
『ドラゴンナイト4』のタイトルで、『月刊コミック電撃大王』（メディアワークス）に連載された。作画担当は冨樫。全3巻。Chapter1のみ性描写を含む。
1. Chapter1
  - 初版 - 1997年3月2日、ISBN 4-07-305828-2
2. Chapter2
  - 初版 - 1998年7月25日、ISBN 4-07-309298-7
3. Chapter3
  - 初版 - 1999年10月25日、ISBN 4-8402-1344-5

## 備考
PS版のバグ
2周目のリーゼンで、各キャラクターとの会話の順番を間違えると街から出られなくなる、というバグがある。攻略本では、行動チャートのとおり行動する旨、異例の記述がされた。要約すると次のとおり。
- ナターシャとカケルが並んでいる時は、まずナターシャと話をすること。

### 雑誌
- ログイン
  - 発行 - アスキー（現エンターブレイン）

### 書籍
ドラゴンナイト4 完全ガイド
- 発行所 - 辰巳出版、初版 - 1994年9月10日

- PC98/X68k/TOWNS版の攻略及び原画を掲載。18禁。

ドラゴンナイト4 公式ビジュアル・ゲームガイド
- 発行所 - 辰巳出版、初版 - 1997年7月1日、ISBN 4-88641-199-1
- PS版の攻略とPS版向け描きおろし原画を掲載。

ドラゴンナイト4 公式ビジュアル・ハンドブック
- 発行所 - 辰巳出版、初版 - 1997年7月5日、ISBN 4-88641-198-3
- SFC版の攻略とSFC版向け描き下ろし原画を掲載。